# Worlds Apart
Worlds Apart é um álbum colaborativo do cantor estadunidense Russell Allen (Symphony X, Adrenaline Mob, Allen-Lande) e da cantora sueca Anette Olzon (ex- Nightwish, The Dark Element) sob o nome Allen/Olzon. Foi lançado pela Frontiers Records em 6 de março de 2020.
Em 2019, o cantor norueguês Jørn Lande anunciou que não haveria mais álbuns de Allen/Lande, citando sua própria falta de entusiasmo. Russell Allen então seguiu em frente com esta nova colaboração com Anette, que foi anunciada em 19 de dezembro de 2019.
A primeira música a ser lançada foi a faixa-título, em 17 de janeiro de 2020. Mais tarde, em 18 de fevereiro, "Never Die" foi liberada para streaming. No mesmo dia do lançamento do álbum, a Frontiers fez o streaming de "What If I Live". Finalmente, em 27 de março, um vídeo com letra de "I'll Never Leave You" foi lançado.

## Lista de faixas
Todas as faixas escritas e compostas por Magnus Karlsson. 
| N.º            | Título                    | Vocais principais     | Duração |  |
| 1.             | "Never Die"               | Russell Allen         | 5:47    |  |
| 2.             | "Worlds Apart"            | Russell, Anette Olzon | 4:24    |  |
| 3.             | "I'll Never Leave You"    | Anette                | 4:51    |  |
| 4.             | "What If I Live"          | Russell, Anette       | 5:35    |  |
| 5.             | "Lost Soul"               | Russell               | 5:10    |  |
| 6.             | "No Sign of Life"         | Russell, Anette       | 4:25    |  |
| 7.             | "One More Chance"         | Anette                | 4:41    |  |
| 8.             | "My Enemy"                | Russell, Anette       | 4:54    |  |
| 9.             | "Who You Really Are"      | Russell               | 4:42    |  |
| 10.            | "Cold Inside"             | Anette                | 5:40    |  |
| 11.            | "Who's Gonna Stop Me Now" | Russell, Anette       | 5:52    |  |
| Duração total: | Duração total:            | Duração total:        | 56:01   |  |

## Créditos
- Russell Allen - vocais principais e de apoio
- Anette Olzon - vocais principais e de apoio
- Magnus Karlsson - guitarras, baixo, teclados
- Anders Köllerfors - bateria

Fonte: